# 频闪灯

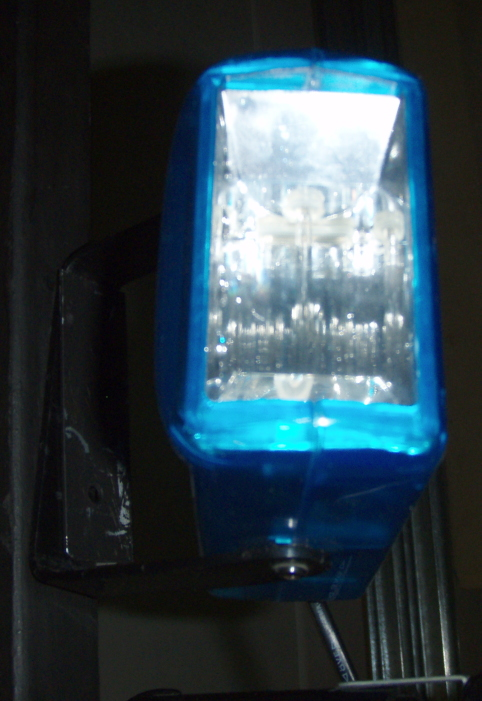
蓝色频闪灯

频闪灯（strobe light，stroboscopic lamp，strobe）是一种能产生有规律的闪烁（频闪，flicker）光线的设备。商用频闪灯的闪光能量在10到150焦耳之间，它的放电时间能短至几毫秒，但往往能产生几千瓦的闪光功率。它的光源通常是氙气闪光灯，具有复杂的光谱和大约5,600开尔文的色温。